# Myopites nigrescens
Myopites nigrescens es una especie de insecto del género Myopites de la familia Tephritidae del orden Diptera.

## Historia
Becker la describió científicamente por primera vez en el año 1908.